# Международная опиумная конвенция
Международная опиумная конвенция; или Гаагская конвенция, подписанная в Гааге 23 января 1912 года, — первое международное соглашение о контроле за оборотом наркотических средств. В 1909 году в Шанхае была собрана конференция, в которую вошли 13 стран Международной опиумной комиссии. Конференция была ответом на возросшую критику опиумной торговли. Соглашение было подписано Германией, США, Китаем, Францией, Великобританией, Италией, Японией, Нидерландами, Персией, Португалией, Россией, и Сиамом. Конвенция предусматривала, что «Обязующиеся державы должны приложить все возможные усилия для осуществления контроля, в том числе и силового, всех лиц производящих, импортирующих, продающих, распространяющих, и экспортирующих морфий, кокаин и их производные, а также для учёта зданий, в которых эти лица содержат подобные производства и торговые места».
В 1915 году условия конвенции были выполнены такими странами, как США, Нидерланды, Китай, Гондурас, и Норвегия. Конвенция вступила в глобальную силу после её принятия в Версальском мирном договоре 1919 года.
Исправленный вариант Международной опиумной конвенции был подписан 19 февраля 1925 года и вступил в силу 25 сентября 1928 года. В исправленном варианте была введена статистическая система учёта, контролируемая Постоянной центральной опиумной комиссией, органом Лиги Наций. Египет, при поддержке Китая и США, выдвинул предложение о добавлении запрета на продажу гашиша, а подкомитет внёс в документ следующий текст:

Использование индийской конопли и производных препаратов разрешено только в медицинских и научных целях. Однако, сырая смола (харас), получаемая из верхних частей женского растения каннабиса сатива L, и производные препараты (гашиш, кира, эсрар, диамба, и др.), для которых оно является основой, на данный момент не используется в медицинских целях, но для употребления во вредоносных целях. И, подобно другим наркотическим средствам, оно не подлежит производству, торговле, продаже и т. д. при любых обстоятельствах.

Индия и другие страны возражали данному тексту, приводя в качестве доводов социальные и религиозные обычаи, а также ссылаясь на большое количество дикорастущей конопли, что затрудняет исполнение данных обязательств. Это положение, естественно, никак не отразилось на конечном варианте соглашения. Найденный компромисс предусматривал запрет на экспорт индийской конопли в страны, в которых был введён запрет на её употребление, а также предъявлял требования к странам-импортёрам предоставлять сертификаты, подтверждающие импорт конопли в «исключительно медицинских и научных целях». Он также обязывал участников конвенции «разработать эффективный метод контроля по предотвращению незаконной международной торговли индийской коноплёй и смолой, в особенности.» Данные ограничения, тем не менее, до сих пор не могут сдержать свободное производство, теневую торговлю, и употребление конопли в развлекательных целях в отдельных странах.
Договор, принятый во многом по инициативе США, оценивается как первый в длинном ряду международных актов, направленных на приобретение странами производителями лекарств права установления порядка и контроля за международным рынком лекарственных средств.